# Kate Micucci
Kate Micucci (Nueva Jersey, Estados Unidos, 31 de marzo de 1980) es una actriz, comediante, artista de voz, cantante, compositora e integrante del dúo cómico musical Garfunkel and Oates. Su primera aparición mayor en televisión fue su interpretación de Stephanie Gooch en Scrubs. Otra aparición notable fue la de Shelley, en Raising Hope. Actualmente es la voz de Sadie en Steven Universe, de Sara Murphy en Milo's Murphy law (La ley de Milo Murphy), de Daisy en Nature cat, de Velma Dinkley en conjunto con Mindy Cohn, de la Dr.Fox en Unikitty!  e interpreta a Webby Vanderquack (Patricia) en la serie de Duck Tales (Patoaventuras).

## Primeros años
Micucci nació en Jersey City, Nueva Jersey, y de origen italiano, Micucci fue criada en Nazareth, Pennsylvania, en Lehigh Valley, y fue criada como católica. Aprendió a tocar el piano, teniendo como profesora a su madre. Se graduó con el músico de rock Jordan White en 1998 de Nazareth Area High School. Luego, recibió un grado de asociado en Fine Arts from Keystone College en La Plume, Pennsylvania, y un título de licenciado en letras en Studio Art en 2003 de Loyola Marymount University, Los Ángeles.

## Carrera

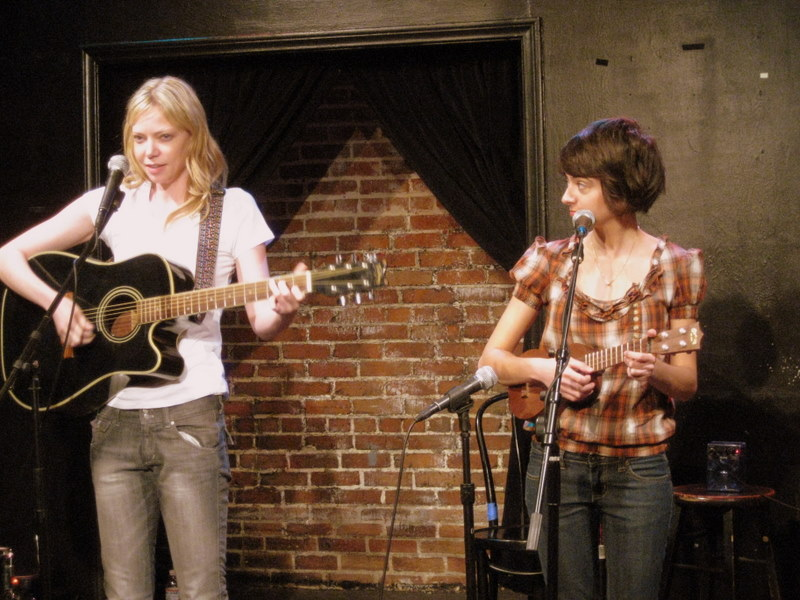
Kate Micucci y Riki Lindhome en el Teatro UCB en Hollywood

Las apariciones televisivas de Micucci incluyen numerosos comerciales televisivos, así como ejerciendo el rol de invitada en Malcom in the Middle, How I Met Your Mother (titulada Cómo conocí a vuestra madre en España), Cory in the house (Cory en la Casa Blanca), 'Til Death (Hasta que la muerte nos separe), Campus Ladies, y papeles secundarios en Scrubs, Four Kings y Raising Hope. En cuanto a películas, sus créditos incluyen The Last Hurrah (El Último Hurrah), Bart Got a Room y When In Rome (En la Boda de mi Hermana). Interpreta a "Lily the IT girl" en Elevator producido por Runawaybox, de HBO. En inicios de 2009, estrenó un EP de cinco canciones llamado Songs.
Apareció en cinco episodios de Scrubs ("Mi abogado enamorado", "Mi ausencia", "Mis asuntos de jefe", "Nuestras propias historias" y "Mi final") interpretando a Stephanie Gooch, una chica que toca el ukulele con la que más tarde mantiene una relación Ted Buckland. Interpreta su canción "Mr. Moon" y una versión adaptada de "Fuck You" (renombrada "Screw You" para ABC), una canción que suele tocar junto a Riki Lindhome en Garfunkel and Oates. En 2009, fue protagonista en el corto Imaginary Larry, coescrito y codirigido con Lindhome. En agosto del 2009, apareció en un anuncio publicitario para Hillshire Farms y para H & R Block en enero del 2010.
Micucci realiza su presentación musical "Playin' with Micucci" (Jugando con Micucci, aunque también puede entenderse como "my coochie", lo que lo transforma en un nombre con doble sentido) los terceros lunes en el Steve Allen Theater en Hollywood Boulevard, en Hollywood, California, más recientemente en agosto y octubre del 2011. En el acto, presenta "canciones e historias en un show con variedad musical." Dice que el título es lo único sucio del show. Puede ser vista frecuentemente actuando con Lindhome en "An Evening with Garfunkel and Oates" (Una Tarde con Garfunkel y Oates) en el Upright Citizens Brigade Theater en Los Ángeles. Actuó con William H. Macy tocando el ukulele para anunciar el estreno del DVD de la película Bart Got a Room. El vídeo ha estado circulando por internet en sitios como YouTube y The Huffington Post.
En 2010, apareció en la película de Kristen Bell When in Rome (titulada En la Boda de mi Hermana en España) y en un episodio de la sexta temporada de la serie americana Weeds, actuando de una camarera un poco drogada. Apareció en algunos episodios de la serie de HBO, Bored to Death e interpretó a la niñera Shelley en Raising Hope. En febrero de 2011, Micucci apareció brevemente en un comercial de Progressive Insurance interpretando a una camarera. Fue la voz de un personaje en Hora de Aventura, la serie de Pendleton Ward, así como de Julie Kane en la serie animada de Disney XD Motorcity, y del personaje secundario Sadie en la serie animada de Cartoon Network Steven Universe, y de la Dr fox, uno de los personajes principales de la serie animada de Cartoon Network Unikitty!. En julio del 2012, Kate apareció en la producción de Written by a Kid's, Scary Smash, una creación de Geek and Sundry cuyos productores ejecutivos fueron Kim Evey, Felicia Day y Sheri Byrant.
En enero del 2013, el casting de Micucci le ganó el papel del personaje secundario de la serie The Big Bang Theory Lucy, una chica muy tímida, y un potencial interés amoroso para Raj. La primera aparición de su personaje fue el 14 de febrero de 2013. Micucci apareció como una juez invitada en King of the Nerds.
En octubre del 2015, comenzó a interpretar la voz de Velma Dinkley en la serie Be Cool, Scooby-Doo!, con Mindy Cohn.
En 2016, apareció en el sexto episodio de la primera temporada de la comedia dramática de Netflix, Easy along, con Orlando Bloom y Malin Akerman.
En octubre de 2022, el director ganador del Oscar Guillermo Del Toro lanza en Netflix una serie llamada Cabinet of Curiosities. Micucci hace una aparición en el capítulo titulado "The outside"
El 13 de diciembre de 2023 anunció que se sometió con éxito a una cirugía de cáncer de pulmón.

## Discografía

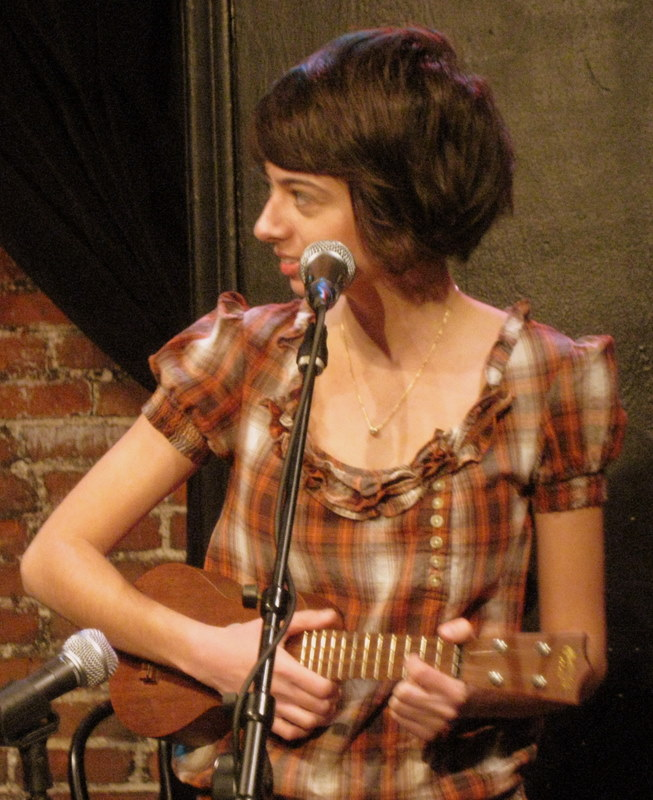
Kate Micucci, en el Upright Citizens Brigade Theater en Los Ángeles.

- Kate Micucci,  en el Upright Citizens Brigade Theater en Los Ángeles.Songs - EP (Estreno: 25 de enero de 2009)

1. Walking in Los Angeles
2. Out the Door
3. Mr. Moon
4. Dear Deer
5. Just Say When

- EP Phone Home - EP (Estreno: 22 de noviembre de 2010)

1. I Have a Crush on My Teacher
2. The Happy Song
3. For My Dog Jack
4. Song for the Late Night People
5. Soup in the Woods
6. Taking Chances

## Filmografía

### Películas
| Año  | Título                                                                                           | Papel            | Notas        |
| ---- | ------------------------------------------------------------------------------------------------ | ---------------- | ------------ |
| 2007 | Beat the Street                                                                                  | Roxy             | Corto        |
| 2008 | Husband for Hire                                                                                 | Bubble           |              |
| 2008 | Bart Got a Room                                                                                  | Abby             |              |
| 2008 | Finding Amanda                                                                                   | Chica delgada    | Sin créditos |
| 2009 | Imaginary Larry                                                                                  | Kate             | Corto        |
| 2009 | The Last Hurrah (El Último Hurrah)                                                               | Susan            |              |
| 2010 | Lee Mathers                                                                                      | Chelsea          |              |
| 2010 | When in Rome (En la Boda de mi Hermana)                                                          | Stacy            |              |
| 2011 | Smothered                                                                                        | Susie            |              |
| 2012 | Decoding Annie Parker                                                                            | Rachel           |              |
| 2013 | Iron Man 3                                                                                       | Mark 42          | Voz          |
| 2014 | Rudderless                                                                                       | Peaches          |              |
| 2014 | Rio 2                                                                                            | Tiny             | Voz          |
| 2014 | Search Party                                                                                     | Cantante de boda |              |
| 2014 | Planes: Fire & Rescue (Aviones 2: Equipo de Rescate)                                             | Voz extra        | Voz          |
| 2015 | The SpongeBob Movie: Sponge Out of Water (Bob Esponja: un héroe fuera del agua)                  | Popsicle         | Voz          |
| 2016 | Don't Think Twice                                                                                | Allison          |              |
| 2016 | Unleashed                                                                                        | Emma             |              |
| 2016 | Lego Scooby-Doo! Haunted Hollywood                                                               | Velma Dinkley    | Voz          |
| 2016 | Scooby-Doo! and WWE: Curse of the Speed Demon (Scooby-Doo y WWE: La maldición del demonio veloz) | Velma Dinkley    | Voz          |
| 2017 | The Lego Batman Movie (LEGO Batman: la película)                                                 | Clayface         | Voz          |
| 2017 | The Little Hours                                                                                 | Genevra          |              |
| 2017 | Scooby-Doo! Shaggy's Showdown                                                                    | Velma Dinkley    | Voz          |
| 2019 | Steven Universe: The Movie                                                                       | Sadie            | Voz          |
| 2024 | The 4:30 Movie                                                                                   | madre de Melody  |              |

### Televisión
| Año           | Título                                               | Papel                                       | Notas                                                             |
| ------------- | ---------------------------------------------------- | ------------------------------------------- | ----------------------------------------------------------------- |
| 2006          | Malcolm in the Middle (Malcolm)                      | Heather                                     | Episodio: "Morp"                                                  |
| 2006          | How I Met Your Mother (Cómo conocí a vuestra madre)  | Registrar                                   | Episodio: "Atlantic City"                                         |
| 2006          | Four Kings                                           | Toni                                        | 8 episodios                                                       |
| 2007          | Campus Ladies                                        | Less attractive girl (chica poco atractiva) | Episodio: "Foreign Policy"                                        |
| 2008          | Cory in the House (Cory en la Casa Blanca)           | Becky                                       | 2 episodios                                                       |
| 2009          | Rules of Engagement                                  | Tanya                                       | Episodio: "Poaching Timmy"                                        |
| 2009          | Destined to Fail                                     | Lisa                                        | Piloto                                                            |
| 2009          | Elevator                                             | Lily                                        | 2 episodios                                                       |
| 2009          | Scrubs                                               | Stephanie Gooch                             | 5 episodios                                                       |
| 2010          | 'Til Death (Hasta Que La Muerte Nos Separe)          | Ally                                        | 12 episodios                                                      |
| 2010          | Laugh Track Mash-Ups                                 | Annie Gibbler                               | Episodio: "Ralphie n' Me"                                         |
| 2010          | Weeds                                                | Camarera                                    | Episodio: "A Shoe for a Shoe "                                    |
| 2010          | Bored to Death                                       | Sherri                                      | 2 episodios                                                       |
| 2010–2014     | Raising Hope                                         | Shelley                                     | 26 episodios                                                      |
| 2011          | Suburgatory (Fuera de Lugar)                         | Cindy                                       | Episodio: "Charity Case"                                          |
| 2012          | Easy to Assemble                                     | Yolanda                                     | 3 episodios                                                       |
| 2012          | Psych                                                | Penny Chalmers                              | Episodio: "Autopsy Turvy"                                         |
| 2012          | Teenage Mutant Ninja Turtles (Las Tortugas Ninja)    | Irma, Rook (voz)                            |                                                                   |
| 2012–2013     | Motorcity                                            | Julie Kane (voz)                            | 16 episodios                                                      |
| 2013          | The Big Bang Theory                                  | Lucy                                        | 7 episodios                                                       |
| 2013          | Out There                                            | Jay Stevens (voz)                           | 10 episodios                                                      |
| 2013          | Teen Titans Go! (Los Jóvenes Titanes en acción)      | Parry (voz)                                 | Episodio: "Parasite"                                              |
| 2013–presente | Steven Universe                                      | Sadie (voz)                                 | 14 episodios                                                      |
| 2013          | Key and Peele                                        | Scout                                       | Episodio: "Cunnilingus Class"                                     |
| 2014          | Teenage Mutant Ninja Turtles (Las Tortugas Ninja)    | Irma Langinstein / Rook (voz)               | 6 episodios                                                       |
| 2014          | Garfunkel and Oates                                  | Kate                                        | 8 episodios; también cocreadora, escritora y productora ejecutiva |
| 2014          | TripTank                                             | Caller in Purple Helmet (voz)               |                                                                   |
| 2014          | The 7D                                               | Ghost Girl (voz)                            | Episodio: "Buckets/Frankengloom"                                  |
| 2014          | Ben 10: Omniverse                                    | Luhley (voz)                                | 2 episodios                                                       |
| 2014          | Elf: Buddy's Musical Christmas                       | Jovie (voz)                                 | Film televisivo                                                   |
| 2015          | Kroll Show                                           | Stephanie                                   | Episodio: "Lizards vs. Penguins"                                  |
| 2015          | Penn Zero: Part-Time Hero                            | Cute-ling General (voz)                     | Episodio: ""The Ripple Effect"                                    |
| 2015          | The Comedians                                        | Kate Micucci                                | Episodio: "Overhear"                                              |
| 2015          | Turbo FAST                                           | Tiffany (voz)                               |                                                                   |
| 2015          | Another Period                                       |                                             | 3 episodios                                                       |
| 2015          | Be Cool, Scooby-Doo!                                 | Velma Dinkley (voz)                         |                                                                   |
| 2015          | Scooby-Doo! Lego Shorts                              | Velma Dinkley (voz)                         |                                                                   |
| 2015          | Nature Cat                                           | Daisy (voz)                                 |                                                                   |
| 2016          | The Powerpuff Girls (Las Chicas Superpoderosas)      | Hope (voz)                                  |                                                                   |
| 2016          | Mighty Magiswords                                    | Penny Plasm (voz)                           |                                                                   |
| 2016          | La ley de Milo Murphy                                | Sara (voz)                                  |                                                                   |
| 2016          | Easy                                                 | Annie                                       | Episodio: "Utopia"                                                |
| 2017          | DuckTales (Patoaventuras)                            | Webby Vanderquack (voz)                     |                                                                   |
| 2019          | Mom (Mom)                                            | Patti                                       | Episodio: "Un caos total y un concurso de gatos"                  |
| 2019-2021     | Amphibia                                             | Terri (voz)                                 | Episodio: "If You Give a Frog a Cookie"                           |
| 2022          | El Gabinete de curiosidades (Cabinet Of Curiosities) | Stacey                                      | Episodio: "The Outside"                                           |

## Premios
El 30 de diciembre de 2009, G4TV nombró a Micucci la Mujer Comediante #1.